# Sumie Oinuma
Sumie Oinuma (em japonês:  生沼 スミエ; Tóquio, 8 de outubro de 1946) é uma ex-jogadora de voleibol do Japão que competiu nos Jogos Olímpicos de 1968 e 1972.
Em 1968, ela fez parte da equipe japonesa que conquistou a medalha de prata no torneio olímpico, no qual atuou em sete partidas. Quatro anos depois, ela participou de cinco jogos e ganhou a segunda medalha de prata com o conjunto japonês no campeonato olímpico de 1972.